# طائرة استطلاع مسيرة

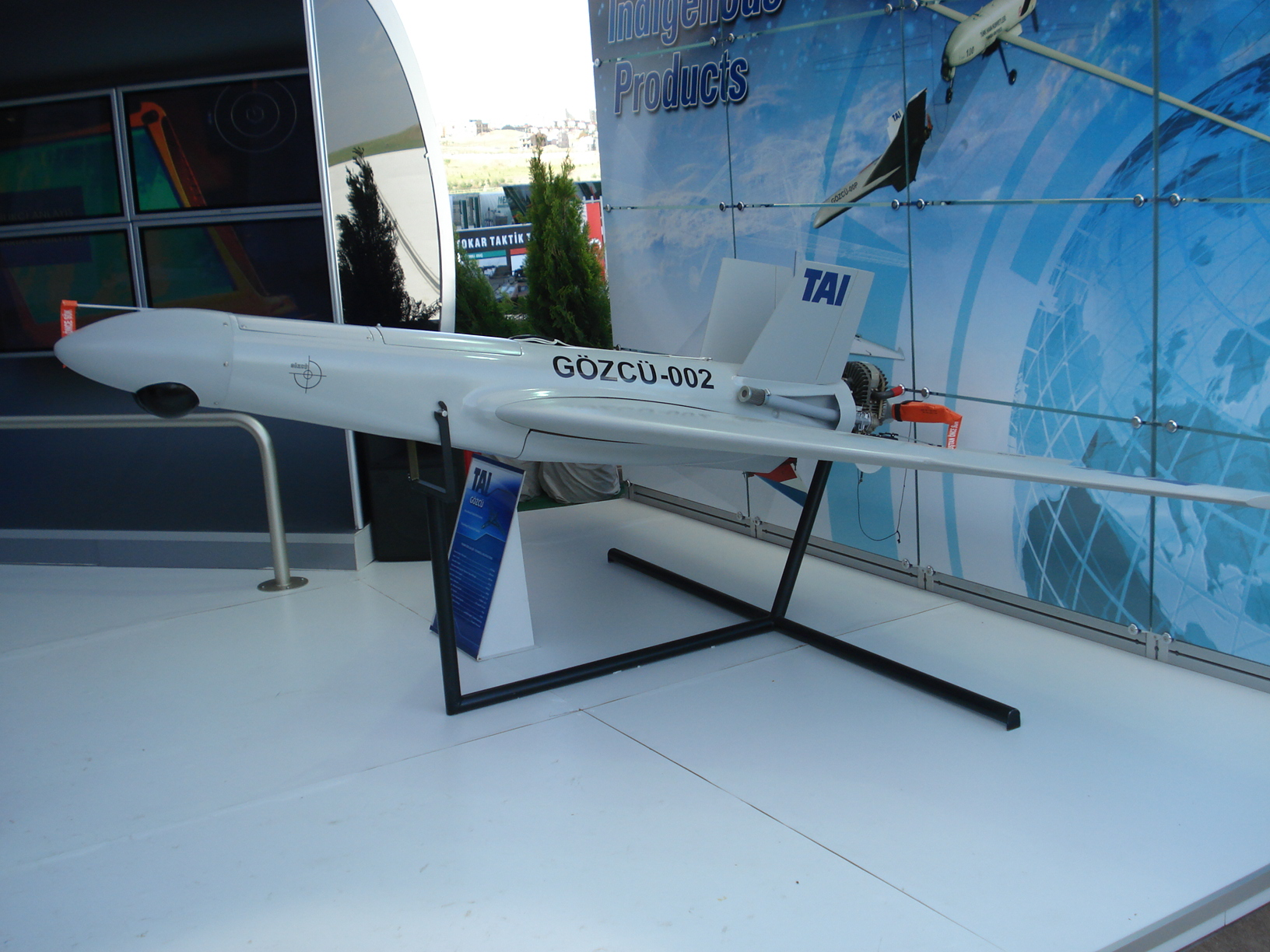
طائرة تاي جوزكو التركية للاستطلاع والمراقبة.

طائرة الاستطلاع المسيرة أو الطائرة المُسيرة للمراقبة والاستطلاع هي طائرة عسكرية مسيّرة لا تحمل أسلحة، تستخدم للاستخبارات والمراقبة والاستحواذ على الهدف والاستطلاع (ISTAR). على عكس الطائرات المسيرة القتالية (UCAV)، فإن هذا النوع من الطائرات غير مصمم لحمل ذخائر الطائرات مثل الصواريخ أو الصواريخ الموجهة المضادة للدروع أو القنابل. الهدف الرئيسي من هذا النوع من الطائرات هو توفير معلومات استخباراتية في ساحة المعركة. تسمى المركبات الجوية غير المأهولة صغيرة الحجم قصيرة المدى والمحمولة باسم (الطائرات بدون طيار المصغرة) المستخدمة أيضًا للاستخبارات في ساحة المعركة.